# Carmen Maria Machado
Pour les articles homonymes, voir Machado.
Œuvres principales
- Son corps et autres célébrations

Carmen Maria Machado, née le 3 juillet 1986 à Allentown en Pennsylvanie, est une écrivaine américaine.
Elle a été sélectionnée pour le National Book Award.

## Influences
Parmi ses influences, Camen Maria Machado évoque Gabriel García Márquez, Yōko Ogawa, Helen Oyeyemi ainsi que Ray Bradbury, dont elle a commencé à lire les nouvelles enfant.

## Œuvres
Tout au long des nouvelles qui composent Son corps et autres célébrations, un recueil paru en 2017 aux États-Unis et traduit en 2019 en France, en usant de métaphores, Carmen Maria Machado évoque, entre autres, certaines des injonctions sexistes auxquelles sont soumises les femmes.
Dans In the Dream House, elle évoque les violences subies dans son couple lesbien. Ce livre fait aux États-Unis l'objet d'appels à la censure, des élus du Parti républicain cherchant à le faire interdire dans les bibliothèques scolaires.

### Romans
- (en) Especially Heinous: 272 Views of Law & Order SVU, 2013

### Recueils de nouvelles
- Son corps et autres célébrations[5], L'Olivier, coll. « Littérature étrangère », 2019 ((en) Her Body and Other Parties[6],[7], 2017), trad. Hélène Papot, 320 p.  (ISBN 978-2-8236-1411-4)

### Essais
- (en) In the Dream House: A Memoir[8], 2019